# The Witcher: Nightmare of the Wolf
The Witcher: Nightmare of the Wolf (bra: The Witcher: A Lenda do Lobo) é um filme de animação para adultos de fantasia sombria sul-coreano-estadunidense lançado pela Netflix, produzido por Lauren Schmidt Hissrich e estrelado por Theo James, Lara Pulver, Graham McTavish e Mary McDonnell. O filme serve como um spin-off da série da Netflix, The Witcher. Ele se concentra na história de origem do mentor de Geralt e colega, o bruxo Vesemir. O filme estreou em 23 de agosto de 2021.

## Enredo
Em 1165, o bruxo Vesemir salva uma criança nobre de um leshen em uma floresta em Kaedwen. Antes de morrer, a criatura diz algo em um dialeto élfico arcaico para Vesemir, levando-o a pensar que estava sob o controle de alguém. Vesemir é visitado pelo elfo Filavandrel, que acha que o leshen era controlado por Kitsu, uma das muitas meninas élficas que desapareceram. Enquanto isso, a feiticeira Tetra Gilcrest tenta convencer o rei Kaedwani a acabar com os bruxos, mas Lady Zerbst, outra cortesã, simpatiza com os bruxos e fala a favor deles.
Vesemir relembra sua juventude quando ele, junto com sua melhor amiga Illyana, eram servos de um nobre cuja amante foi salva de um mahr por um bruxo chamado Deglan com a ajuda de Vesemir. Atraído por promessas de moedas e riquezas, Vesemir viajou para Kaer Morhen e passou por treinamento e mutações para se tornar um bruxo.
Nos dias atuais, Vesemir e outro bruxo, Luka, são presos por matar dois cavaleiros em uma briga de bar. Lady Zerbst convence o rei a enviar Vesemir junto com Tetra para livrar a floresta de Kitsu. Ela entrega pessoalmente a ordem da missão a Vesemir, que a reconhece como Illyana, agora com 70 anos. Vesemir e Tetra partem e ela conta a ele a história de uma jovem feiticeira injustamente morta por um bruxo como parte de um golpe, e que ela está convencida de que todos os bruxos estão corrompidos. Eles encontram Kitsu, mutante e agora capaz de lançar ilusões poderosas, e lutam contra seu basilisco. Eles matam o monstro, mas Kitsu escapa.
Seguindo Kitsu, a dupla se depara com uma velha e abandonada escola élfica, onde encontram os corpos das outras elfas desaparecidas. Eles resgatam o Filavandrel capturado, que explica que Kitsu tentou replicar os experimentos que foram feitos nela, e eles chegam à conclusão de que os bruxos foram os responsáveis, criando novos monstros para mantê-los no negócio de matar monstros. Vesemir supõe que os monstros que ele encontrou provavelmente foram criados em Kaer Morhen e sai para enfrentar Deglan. Quando ele parte, Tetra destrói a toca de Kitsu, encontra Kitsu mais tarde examinando a destruição e culpa os bruxos. De volta à corte, ela também conta ao rei sobre a responsabilidade dos bruxos nos recentes ataques de monstros e recebe autorização para sitiar Kaer Morhen. O rei executou Luka injustamente, apesar dos protestos de Lady Zerbst. Ela então escapa para avisar os bruxos.
Deglan admite a Vesemir que criou os monstros, incluindo Kitsu, para proteger seu modo de vida e é alertado por Illyana sobre o ataque de Tetra. Tetra e os habitantes locais atacam Kaer Morhen com Kitsu e seus monstros. Illyana ajuda os recrutas bruxos a fugir para as montanhas. Vesemir confronta Tetra, que capturou os magos e os mantém reféns no porão. Kitsu chega e mergulha Vesemir em uma ilusão onde se casou com Illyana e teve uma família. No entanto, Vesemir é capaz de romper a ilusão e se envolve em uma batalha feroz com Tetra e suas forças. Ele aparentemente mata Tetra e Kitsu, apenas para ser revelado como outra ilusão, e ele matou os magos e feriu mortalmente Illyana.
Tetra revela que ela é a filha da feiticeira morta pelo bruxo trapaceiro de sua história antes de ser morta por um Deglan moribundo. Ele pede a Vesemir para encontrar os recrutas e transformá-los em "homens melhores" antes de sucumbir aos ferimentos. A mando de Illyana, Vesemir permite que Kitsu fuja, e ele carrega uma Illyana moribunda do castelo em chamas. Vesemir leva Illyana para um lago, onde ela sempre sonhou em morar. Os dois compartilham um breve momento antes dela falecer pacificamente. Ele então sai e alcança os recrutas, incluindo um jovem Geralt, levando-os sob sua proteção.

## Elenco de voz
- Theo James como Vesemir [7]
  - David Errigo Jr. como Jovem Vesemir [8]
- Mary McDonnell como Lady Illyana Zerbst [7]
  - Jennifer Hale como Jovem Illyana
- Lara Pulver como Tetra Gilcrest [7]
- Graham McTavish como Deglan [7]
- Tom Canton como Filavandrel [9]
- Kari Wahlgren como Kitsu
- Matt Yang King como Luka, [10] Skogar
  - Jennie Kwan como Jovem Luka
- Darryl Kurylo como Sven, Nobre
  - AJ Locascio como Jovem Sven
- Keith Ferguson como Lord Carlisle, Reidrich
- Michaela Dietz como Tomas
- Harry Hissrich como Jovem Geralt
- Adam Croasdell como Rei Dagread, Nobre
- Nolan North como Cavaleiro Bonito, Vendedor, Bevin
- Samia monta como parteira, sacerdotisa
- Luke Youngblood como Sugo
- Steve Blum como Leshy
- Dee Bradley Baker como criaturas variadas

Vozes adicionais de Sara Cravens, JP Karliak, Andrew Morgado, Fred Tatasciore, Courtenay Taylor e Abby Trott .

## Produção
Em janeiro de 2020, a Netflix anunciou que uma adaptação para filme de animação estava em andamento pelo estúdio de animação coreano Studio Mir. O escritor Beau DeMayo explicou que a equipe escolheu fazer o filme animado em vez de live-action porque os apresentou com algumas possibilidades de contar histórias "emocionantes".  O filme usa uma mistura de animação tradicional e gerada por computador. Ao projetar Vesemir, o diretor de animação Han Kwang Il acreditava que ele "não deveria ser muito bonito, mas tinha que ser muito bonito e atraente porque é o personagem principal".  Para a maioria dos designs de personagens, a equipe buscou um "estilo europeu/americano", com exceção de Tetra, cujo design se aproximava mais de um "estilo japonês". 

## Lançamento
Durante o evento virtual da WitcherCon em julho de 2021, um teaser de "Anúncio de data" foi lançado.  Um teaser trailer foi lançado em 21 de julho, seguido pelo trailer completo em 9 de agosto. O filme foi lançado em 23 de agosto de 2021. 

## Recepção
No site do agregador de revisões Rotten Tomatoes, 100% das 26 revisões são positivas, com uma classificação média de 7,00/10. O consenso dos críticos do site diz: "Focando as aventuras de um jovem Vesemir, Nightmare of the Wolf é um adendo fluidamente animado à história de The Witcher que encantará os fãs com sua ação". O Metacritic, que usa uma média ponderada, atribuiu ao filme uma pontuação de 67 entre 100 com base em 5 críticos, indicando "críticas geralmente favoráveis".